# Noise gate

Intervento del filtro

Un  noise gate è un dispositivo audio concepito per ridurre il rumore di fondo nella linea di amplificazione di voce o strumenti musicali. Si usa soprattutto per chitarra elettrica o basso elettrico, quando si usa un gain molto elevato, o effetti di scarsa qualità audio, come ad esempio pedali vintage. Si differenzia dal noise suppressor (soppressore di rumore), poiché mentre quest'ultimo filtra il segnale e rimuove le frequenze che corrispondono al rumore, il noise gate, garantisce silenzio fin quando non si emettono suoni dallo strumento; quando si suona, il noise gate lascia passare suono e rumore, poiché non filtra il segnale.
Il rumore può essere generato da vari fattori, tra i più comuni; il ronzio di pickup single coil (ad esempio su chitarre e bassi elettrici), la catena di effetti, la presenza di luci alimentate da inverter (neon), cavi audio di bassa qualità, ecc.

## Regolazione
I parametri di impostazione principali del noise gate sono 2:
- Threshold (anche volte definita sens): cioè il livello minimo (soglia) per l'intervento
- Decay: soglia di intervento nel decay (fase finale ADSR).

Il noise-gate più comune per chitarra ha un'entrata input ed un'uscita output sotto forma di classico connettore jack femmina da 6,3 mm, lo si trova facilmente sotto forma di "pedalino".
In ogni caso esistono noise-gate più complessi spesso inclusi in multieffetto rack, con più parametri di impostazione e dotati di send/return.

## Effect routing
È molto importante prevedere un effect-routing con il noise gate nel punto giusto, per non compromettere l'utilità dell'effetto stesso e la dinamica del suono.
Spesso si usa mettere il noise gate subito dopo la chitarra in maniera poco efficiente; il segnale send del processore infatti sarà un suono di chitarra pulito, ma nuovamente sporcato di processori di dinamica (overdrive, distorsori, expander, compressori, ecc).
È frequente vedere noise gate anche in coda a tutto l'effect routing;
anche questa applicazione non è del tutto corretta poiché si compromettono gli effetti d'ambiente (riverbero, delay, ecc), che possono essere minimizzati dal parametro decay del noise suppressor.
Si può quindi dire che è formalmente corretto applicare il noise gate dopo i processori di dinamica e prima degli effetti ambiente.